# Richard Wright (Musiker)

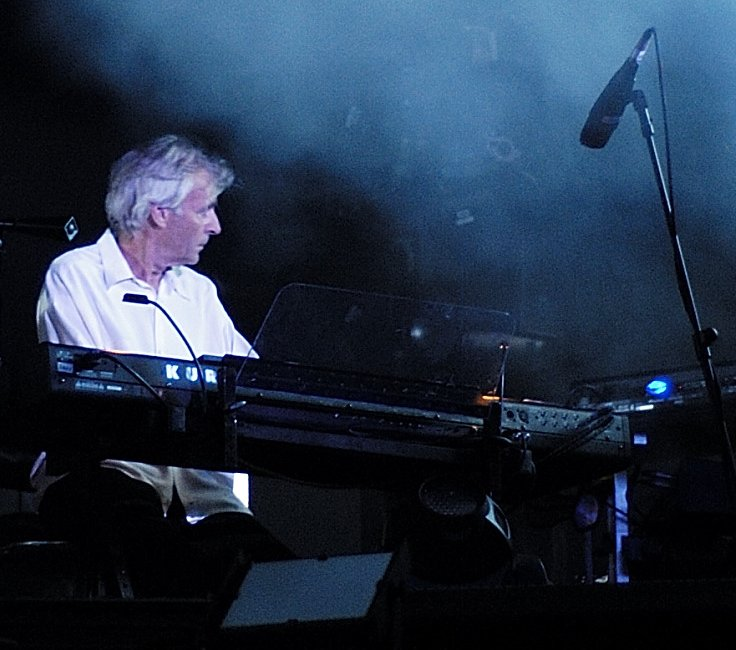
Richard Wright (2006)

Richard William „Rick“ Wright (* 28. Juli 1943 in Hatch End, London Borough of Harrow; † 15. September 2008 in Kensington, London) war ein britischer Musiker und Komponist. Er wurde als Keyboarder der Rockband Pink Floyd bekannt, die er mitbegründet hatte und für die er teilweise auch gesungen hat, insbesondere während der Anfangszeit der Band.

## Biografie

### Schule und die musikalischen Anfänge
Richard Wright besuchte die Haberdashers’ Aske’s Boys’ School in Elstree nahe London. Dort entwickelte er ein reges Interesse für antike griechische Architektur. Er entschloss sich, Architektur zu studieren, und schrieb sich nach Abschluss der Schule am Regent-Street-Polytechnikum in London ein. Dort lernte er seine späteren Bandkollegen Nick Mason und Roger Waters kennen.

### Die Zeit als Bandmitglied bei Pink Floyd
Ab 1964 spielten der Schlagzeuger Mason, Waters und Wright in mehreren Bands zusammen. 1965 kam Syd Barrett hinzu, und man nannte sich künftig The Pink Floyd Sound, später einfach nur noch Pink Floyd. In den späten 1960er Jahren, während der Zeit, die direkt an den Rausschmiss Barretts und den Einstieg von David Gilmour anschloss, war Rick Wright neben Waters der profilierteste Songschreiber der Band. Stücke wie Paint Box, It Would Be So Nice, Remember a Day, See-Saw, Sysyphus (Pts. 1–4), Summer ’68 und The Great Gig in the Sky stammten von ihm. Als Co-Autor trug er zudem wesentlich zu Stücken wie A Saucerful of Secrets, Careful with That Axe, Eugene, Us and Them und Shine On You Crazy Diamond bei. Ab Mitte der 1970er Jahre konzentrierte er sich mehr auf seine Rolle als Keyboarder der Band.
Die Aufnahmen zu dem Album Animals gingen 1976 (auch nach eigenem Bekunden) mit dem Beginn einer Schreibblockade einher, die zum Teil aus seinen damaligen Eheproblemen resultierte. Sein im September 1978 erschienenes und kaum beachtetes Solo-Debütalbum Wet Dream schien ebenfalls ein Indiz dafür zu sein, dass er sich von der Band entfernte. 1979 wurde er dann bei den Aufnahmen zu dem Pink-Floyd-Album The Wall wegen fehlender Beiträge und wachsender bandinterner Spannungen von Roger Waters nach und nach aus der Band gedrängt.

### Ausstieg bei Pink Floyd
Auf der sich an die Aufnahmen zu The Wall anschließenden Tournee war Wright nicht mehr Bandmitglied. Im rechtlichen Sinne war er nicht mehr Teilhaber der Gesellschaft Pink Floyd, sondern nur noch als Angestellter oder Gastmusiker dabei. Auf dem 1983 folgenden Pink-Floyd-Album The Final Cut fehlte er schließlich ganz. 1984 zog er sich auf die griechische Insel Kefalonia zurück und lebte dort zehn Jahre lang.
David Gilmour und Nick Mason veröffentlichten 1987 das Pink-Floyd-Album A Momentary Lapse of Reason. Dort war Wright wieder als Gastmusiker zu hören. Auf der anschließenden Tour wurde er – obwohl weiterhin offiziell nur Angestellter der Band – wieder als Bandmitglied vorgestellt. Ab 1992 war Wright wieder Vollmitglied der Band. Auf dem 1994 veröffentlichten Pink-Floyd-Studioalbum The Division Bell finden sich die stärksten Einflüsse von Wright seit dem 1975 veröffentlichten Album Wish You Were Here.

### Ab 1994
Nach der The Division Bell-Tour 1994 arbeitete Wright an seinem zweiten Soloalbum Broken China. Das zusammen mit Anthony Moore (der bei einigen Stücken auf A Momentary Lapse of Reason und The Division Bell bereits Texte mitverfasst hatte) geschriebene Album erschien schließlich 1996. In Interviews erklärte er damals, dass er gern auf Tournee gehen würde und darüber hinaus davon ausgehe, dass auch Pink Floyd alsbald wieder ins Studio gingen. Beides bestätigte sich nicht. Auf der Tournee des ehemaligen Band-Kollegen Roger Waters im Jahr 2000 trafen sich die beiden erstmals seit fast 20 Jahren wieder. Das Treffen vermittelte der Keyboarder Jon Carin, der in Waters’ Band war und zuvor bereits auf den beiden Pink-Floyd-Tourneen ohne Waters (1987 und 1994) mit Gilmour, Wright und Mason zusammengespielt hatte. Das Treffen war Wright zufolge jedoch sehr kurz und unpersönlich.
2002 trat er bei den wenigen Konzerten, die sein Pink-Floyd-Kollege Gilmour in dem Jahr absolvierte, als Gastmusiker auf und bot dabei u. a. den Titel Breakthrough von seinem Solo-Album Broken China dar. Eine Aufnahme davon findet sich auf der 2002 veröffentlichten DVD David Gilmour in Concert.

### Die letzten Jahre
Im Juli 2005 stand Wright zum ersten und letzten Mal seit 1981 wieder gemeinsam mit Roger Waters auf der Bühne. Die ehemaligen Mitglieder von Pink Floyd spielten im Rahmen des Londoner Live-8-Konzerts zum letzten Mal in ihrer klassischen Besetzung.
2006 war Wright festes Bandmitglied auf David Gilmours Solo-Tournee. Eine Anfrage von Roger Waters, nach Beendigung der Gilmour-Tour bei einem seiner Konzerte in Magny-Cours als Gast aufzutreten, lehnte Wright mit dem Hinweis ab, dass er selbst Aufnahmeverpflichtungen für sein kommendes Soloalbum habe.
Wrights letzter öffentlicher Auftritt war am Hommage-Konzert für Syd Barrett am 10. Mai 2007 im Barbican.
Am 15. September 2008 starb Rick Wright für die Öffentlichkeit überraschend im Alter von 65 Jahren an einem Krebsleiden. 
Das letzte Studioalbum von Pink Floyd, The Endless River (2014), ist Wright gewidmet.

## Musikalischer Stil und Einflüsse
Rick Wright brachte sich das Klavierspielen selbst bei. Seine Spielweise war vor allem vom Jazz beeinflusst. Aber auch Bach und Beethoven spielten für ihn eine wichtige Rolle. Seine kompositorischen Ideen waren stark von ungewöhnlichen, farbenreichen und komplexen Harmoniewechseln geprägt, die Einflüsse aus dem modernen Jazz wie aus der Romantik zeigten. Das zeigen Stücke wie der letzte Teil von Shine On You Crazy Diamond (Part 9), The Great Gig in the Sky, Us And Them, Burning Bridges und Summer '68. Im Gegensatz zu David Gilmour war Rick Wright nach eigener Auffassung nie ein R&B-Fan.

## Instrumente und Technisches Equipment

### Orgeln

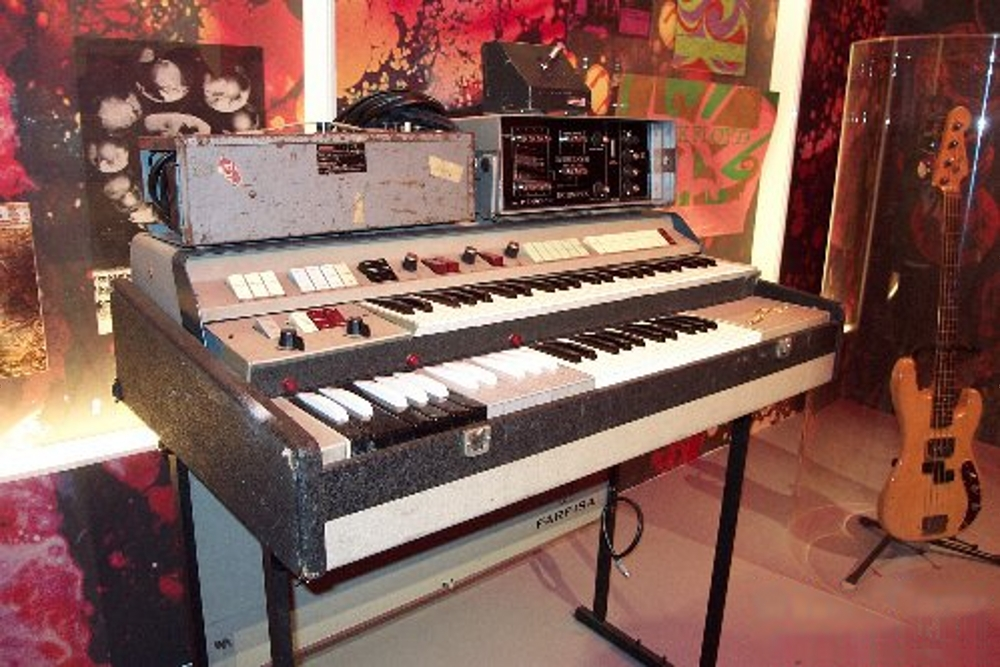
Wrights Farfisa Compact Duo

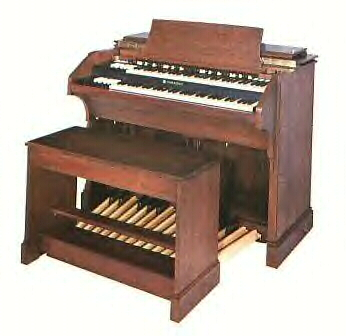
Eine Hammond C-3, Wrights Lieblingsinstrument

Wright benutzte in frühen Jahren Transistor-Orgeln von Farfisa, die gekoppelt mit einem Binson Echorec seinen frühen Sound definierten. Zuerst verwendete er eine Combo-Compact, die 1967 durch die vielseitigere Compact Duo ersetzt wurde. Gut zu sehen ist diese im Film Pink Floyd: Live at Pompeii (1972) bei Echoes und Set the Controls for the Heart of the Sun. Nach 1975 wurde mit Echoes das letzte Stück aus Pink Floyds Setlist mit der Farfisa gestrichen, die somit aus Wrights Setup verschwand, bis sie auf Gilmours On an Island-Tournee erneut zum Einsatz kam.
Wright war ein großer Fan von Hammondorgeln. Seit 1968 setzte er eine Hammond M-102 ein, welche bis Obscured by Clouds (1972) Verwendung fand. Für das Nachfolgealbum Dark Side of the Moon benutzte er eine RT-3 aus den Abbey Road Studios. Seit 1973 spielte er wechselweise auf einer B-3 oder C-3. Seit den 90ern besaß er eine digitale Hammond XB-5.

### Klaviere und E-Pianos
Wright bevorzugte einen Flügel von Steinway & Sons, er besaß aber auch einen von Yamaha. Das Steinway & Sons Baby Grand Piano benutzte er bis zu seinem Tod.
Das erste E-Piano in seinem Besitz war das Fender Rhodes Stage Mark I. Dieses wurde neben einem Wurlitzer EP-200 auf den Aufnahmen zu Dark Side of the Moon benutzt verwendet. 1975 legte er sich ein Hohner Clavinet D6 zu, ab Animals wurde ein Rhodes Suitcase Mark I eingesetzt. Dieses ist sehr prominent am Anfang von Sheep zu hören. 1980 und 1981 benutzte Wright ein Yamaha CP-70 auf der The Wall-Tournee.

### Synthesizer
Auf dem Pink-Floyd-Album Obscured By Clouds setzte Wright erstmals Synthesizer ein. Dabei handelt es sich um Modelle des VCS3 von EMS, die nachfolgend auch von den Bandkollegen Waters und Gilmour verwendet wurden. Ab Wish You Were Here wurde der Moog Minimoog zu Wrights wichtigstem Synthesizer. Neben diesem kam zur gleichen Zeit auch ein ARP Solina String Ensemble hinzu, später ergänzt durch den Vocoder Korg VC-10. Der Prophet-5 von Sequential Circuits spielt auf The Wall eine tragende Rolle. Dieser sowie der Oberheim Four Voice zählen zu seinen ersten polyphonen Synthesizern.

### Digitale Tasteninstrumente
Wright blieb immer auf dem neuesten Stand der Technik, in den 80ern nutzte er für das Album Identity das Fairlight CMI und 1987 bis 90, für die Tour zu A Momentary Lapse of Reason, den digital gesteuerten Analog-Synthesizer Roland JX-10.
Wright bevorzugte die Marke Kurzweil, u. a. das K250, das K2500 und das MIDIBoard. Mit diesen Instrumenten konnte er mit wachsender Perfektion die Sounds der alten Instrumente imitieren. Vorteile waren der geringere Platzverbrauch, bessere Handhabung sowie geringere Störanfälligkeit. Außerdem verfügen digitale Geräte über eine bessere Stimmstabilität. Alte Instrumente, wie die Farfisa Compact Duo, wurden für Studio- oder Livegebrauch gesampelt. Dazu benutzte er neben den Kurzweil-Instrumenten den AKAI S1100 Sampler.

### Andere Instrumente
Wright spielte auch Posaune, Vibraphon, Harmonium und Flöte, vor allem in den späten 60ern.

## Diskografie
Wright veröffentlichte zwei Soloalben sowie ein Album im Rahmen des Projekts Zee.
- 1978: Wet Dream
- 1984: Identity, Zee (gemeinsam mit Dave Harris)
- 1996: Broken China